# Syndrome post-commotionnel
Pour les articles homonymes, voir SPC.
 Mise en garde médicale
Le syndrome post-commotionnel, également nommé syndrome subjectif ou SPC (historiquement nommé choc de l'obus), est un ensemble de symptômes pouvant apparaître à la suite d'une commotion cérébrale et pouvant persister pendant des semaines ou des mois, voire une année ou plus. Ces symptômes peuvent apparaître dans la semaine, mais aussi plusieurs mois après un traumatisme crânien,,. Ceux-ci disparaissent généralement dans les jours, semaines ou mois qui suivent. Dans de rares cas, ils peuvent persister plus longtemps, de l'ordre de 18 mois à 2 ans. Environ 15 à 30 % des individus subissant une commotion cérébrale développent des symptômes persistants en lien avec celle-ci.
Le diagnostic de SPC peut être posé lorsque les symptômes accompagnant la commotion cérébrale persistent plus de trois mois après le traumatisme,. Il n’est pas nécessaire de perdre connaissance pour qu’un diagnostic de commotion cérébrale ou de syndrome post-commotionnel soit émis,.
Bien qu’il n’y ait pas de traitement spécifique au SPC, les symptômes peuvent être atténués par de la médication et diverses thérapies, physique et psychologique, particulièrement à l'aide de l’approche béhavioriste. L’éducation au sujet des symptômes et des attentes raisonnables de convalescence revêtent une importance majeure. La majorité des cas de SPC se rétablissent après un certain temps.

## Signes et symptômes
Historiquement, le terme SPC était aussi utilisé en référence aux symptômes physiques immédiats ou post-commotionnels suivant un traumatisme crânien léger ou une commotion cérébrale. Les symptômes peuvent apparaître immédiatement ou quelques semaines ou mois après la blessure. Leur sévérité s'affaiblit généralement avec le temps. Plusieurs signes physiques peuvent apparaître. De plus, la nature des symptômes peut changer avec le temps : en phase aĩgue, ils sont plus communément de nature physique, alors que les symptômes persistants présentent une nette prédominance à être de nature psychologique,. Des signes et symptômes comme l'hyperacousie (sensibilité auditive au bruit), des problèmes de concentration et de mémoire, une irritabilité, la déprime, l'anxiété, la fatigue et une faible estime de soi peuvent survenir quelques jours ou semaines plus tard. Des nausées et somnolences peuvent survenir deux à quatre jours après la blessure et durent généralement longtemps. Également, des maux de tête et des pertes d'équilibre peuvent survenir instantanément après la blessure et peuvent durer longtemps. Le risque de mauvais diagnostic ne peut être négligé, puisque plusieurs des symptômes du SPC sont communs ou aggravés par d’autres conditions médicales.

### Physiques
Les céphalées sont une des conditions courantes associées au SPC. Alors que la plupart des gens ont les mêmes types de maux de tête qu’avant la blessure, les personnes diagnostiquées avec le SCP rapportent souvent des maux de tête plus fréquents ou plus persistants. Entre 30 et 90 % des individus traités affirment souffrir de plus grands maux de tête qu'avant que la blessure n'ait eu lieu, et entre 8 et 32 % en souffrent un an après la blessure.
Rapporté par environ la moitié des personnes ayant reçu un diagnostic de SPC, les étourdissements font aussi partis des symptômes les plus fréquents et toujours présents chez le quart d’entre eux un an après la blessure initiale. Les personnes âgées y sont plus sujet, ce qui pourrait contribuer à des blessures subséquentes et un taux de mortalité plus élevé dû aux chutes.
Environ 10 % des individus souffrant de SPC souffrent de sensibilité à la lumière ou au bruit (hyperacousie), alors qu'environ 5 % ressentent une diminution du gout ou de l'odorat et environ 14 % rapportent une vision floue. Les individus peuvent également souffrir de double vision ou de sensation de cloche dans les oreilles, également appelée acouphène et une perte de l'audition survient dans 20 % des cas,. Le SPC peut causer l'insomnie, de la fatigue, des somnolences et autres troubles du sommeil. D'autres symptômes physiques incluent la nausée et le vomissement.

### Psychologiques et comportementaux
Les symptômes psychologiques, présents chez la moitié des individus souffrant de SPC, peuvent inclure de l'irritabilité, de l'anxiété, la dépression et des changements au niveau de la personnalité. Les autres symptômes émotionnels et comportementaux incluent les troubles du sommeil, l'agressivité, des sautes d'humeur, de la colère, une réduction de la libido, des comportements impulsifs, une perte de sociabilité et une faible tolérance au stress et à l'alcool. Les individus peuvent également souffrir d'un manque d'émotion, d'empathie.

## Causes
Les causes du SPC sont l'objet de nombreux débats et demeurent controversées. La subjectivité des symptômes rend leur évaluation ardue.
Si les premiers symptômes accompagnants un traumatisme crânien (TCC) peuvent généralement être associés à des causes physiologiques, il semble improbable que les symptômes persistants soit uniquement de nature organique. Lorsque des symptômes perdurent plus de trois mois, d’autres facteurs doivent être pris en compte. Le SPC pourrait aussi être exacerbé par des facteurs psychosociaux, des douleurs chroniques ou un amalgame de ces trois facteurs.
Il n’en demeure pas moins que la cause exacte de la persistance des symptômes demeure inconnue, tout comme la raison pour laquelle certaines personnes ayant subi un traumatisme craniocérébral léger (TCCL) développe un SPC alors que d’autres non,. Bien que la nature du syndrome et son diagnostic soit l’objet de débats intenses, certains facteurs de risque ont été identifiés et font consensus auprès des experts: les conditions médicales et psychologiques préexistantes, concomitantes et postérieures à la blessure, de même que les femmes et l’âge sont parmi les facteurs de risque.

## Diagnostic
| Symptom                                                    | ICD-10 | DSM-IV |
| ---------------------------------------------------------- | ------ | ------ |
| Céphalée                                                   | ✔️     | ✔️     |
| Étourdissement                                             | ✔️     | ✔️     |
| Fatigue (physiologie)                                      | ✔️     | ✔️     |
| Irritabilité                                               | ✔️     | ✔️     |
| Trouble du sommeil                                         | ✔️     | ✔️     |
| Problème de concentration                                  | ✔️     | -      |
| Trouble de la mémoire                                      | ✔️     | -      |
| Problème de tolérance au stress, à l’alcool ou aux drogues | ✔️     | -      |
| Anxiété ou dépression                                      | -      | ✔️     |
| Changement de la personnalité                              | -      | ✔️     |
| Apathie                                                    | -      | ✔️     |

La classification internationale des maladies (CIM-10) et le manuel diagnostique et statistique des troubles mentaux (DSM-5) de l’association américaine de psychiatrie (AAP) ont tous deux établies des critères respectivement pour le diagnostic du syndrome post-commotionnel (SPC) et du trouble post-commotionnel (TPC).
Le CIM-10 a établi ses critères en 1992. Afin de répondre aux critères, un patient doit avoir subi une blessure à la tête « généralement suffisamment sévère pour entraîner une perte de conscience », et développer dans les quatre semaines suivantes au moins trois des huit symptômes cochés dans la colonne CIM-10 du tableau ci-contre.
Environ 38 % des individus souffrant d’une blessure à la tête et ayant des symptômes de commotion cérébrale sans présenter de lésions cérébrales lors de radiographie répondent à ces critères. En plus de leurs symptômes, ces individus peuvent craindre avoir des dommages au cerveau permanents, ce qui pourrait empirer les symptômes originaux. Ces préoccupations peuvent être accompagnées par le développement d’hypocondries. Les critères du CIM-10 se focalise sur des symptômes subjectifs et mentionnent l’absence de preuves neuropsychologiques de handicap important, supportant l’idée que les causes du SPC soient de type fonctionnel,. Comme le CIM-10, le CIM-9-MC défini le SPC par des symptômes subjectifs et étudie la prévalence de sa fréquence chez les individus ayant un historique de troubles de santé mentale ou ayant des incitatifs financiers en lien avec un diagnostic de SPC.
Le DSM-IV énumère les critères de diagnostic du TPC chez les personnes ayant subi un traumatisme crânien avec une amnésie post-traumatique persistante, une perte de conscience ou des convulsions post-traumatiques. En plus de cela, les patients doivent présenter une déficience neuropsychologique ainsi qu'au moins trois des symptômes cochés dans la colonne de droite dans le tableau ci-contre. Ces symptômes doivent être présents pendant trois mois après la blessure et doivent avoir été inexistants ou moins graves avant la blessure. De plus, le patient doit éprouver des problèmes sociaux à la suite de la blessure et ne doit pas répondre aux critères d'un autre trouble qui explique mieux les symptômes.

## Épidémiologie
La fréquence du SPC reste inconnue. Le taux de prévalence estimé 3 mois après la blessure se trouve entre 24 et 84 %, une variation probablement due aux différentes populations ou aux différentes méthodologies utilisées pour les études. Le taux d’incidence estimée du syndrome post-commotionnel persistant se trouve autour de 10 % des cas de TCCL.
L'existence du SPC chez les enfants est controversée.

### Facteurs de risque
Un large éventail de facteurs ont été identifiés étant prédictifs du SPC, incluant un statut socio-économique inférieur, une historique de TCCL, l’association avec une blessure sérieuse, des céphalées, une affaire judiciaire en cours, l’âge et être de sexe féminin,,,. Le développement du SPC peut aussi être prédit par un historique d’alcoolisme, de faibles aptitudes cognitives avant la blessure, un trouble de la personnalité ou une maladie médicale non liée à la blessure. Le SPC prévaut également chez les personnes ayant, précédant la blessure, une historique de conditions psychiatriques telles qu'une dépression ou de l’anxiété,,.

### Controverse
Bien qu’il n’existe pas de définition universellement acceptée, la plupart des recherches s’entendent pour dire que le diagnostic du SPC nécessite un minimum de trois des symptômes suivants : maux de tête, étourdissement, fatigue, irritabilité, trouble de la mémoire, insomnie et une diminution de la tolérance au bruit et à la lumière.
Plusieurs individus reçoivent le mauvais diagnostic étant donné la similitude des symptômes du SPC à d’autres problèmes de santé.